# Henri IV de Luxembourg
Henri de Namur, dit Henri l'Aveugle, né vers 1112, mort à Echternach le 14 août 1196, est comte de Luxembourg de 1136 à 1189 et comte de Namur de 1139 à 1189. 

## Biographie
Henri de Namur est fils de Godefroi Ier, comte de Namur, et d'Ermesinde de Luxembourg.
En 1136, Henri participe à une guerre qui met aux prises le comte Godefroid et le duc de Brabant.
Il hérite des comtés de La Roche et de Durbuy de ses cousins Henri II de Durbuy et Henri de La Roche. À la mort de son cousin Conrad II (1136), l'empereur lui inféode le Luxembourg, ne voulant pas que ce comté passe au comte français de Grandpré. Trois ans plus tard, il hérite du comté de Namur à la mort de son père. En 1141, il aide Albéron, évêque de Liège à reprendre Bouillon à Renaud Ier, comte de Bar.
Avec l'héritage luxembourgeois lui sont également échus les charges d'avoué des abbayes Saint-Maximin de Trèves et de Saint-Willibrod d'Echternach. Cela lui vaut, comme à ses prédécesseurs, des conflits avec l'archevêque de Trêves. En 1147, il renonce à l'abbaye Saint-Maximin, mais revient dessus à la mort de l'archevêque Adalbéron. Finalement, Hillin, le nouvel archevêque, échange les prétentions du comte sur l'abbaye contre la ville de Grevenmacher, en 1153.
En 1152, il fonde l'Abbaye Notre-Dame de Leffe à Dinant où il installe des chanoines prémontrés.
En 1157, il se marie avec Laurette d'Alsace († 1175), fille de Thierry d'Alsace, comte de Flandre et de Marguerite de Clermont-Beauvaisis. Les époux se séparent en 1163. Sans enfant, il désigne comme héritier son beau-frère Baudouin IV de Hainaut, marié à sa sœur Alix, puis à la mort de ce dernier (1171), son neveu Baudouin V de Hainaut. Avec ces derniers, il mène deux guerres en 1170 et en 1172 contre Henri III de Limbourg.
Il se remarie en avril 1169 avec Agnès de Gueldre, fille d'Henri, comte de Gueldre, et d'Agnès d'Arnstein. Quatre ans plus tard, en 1173, il la renvoie chez son père et reste séparé d'elle pendant une douzaine d'années. À la suite d'une grave maladie, il perd la vue en 1182. Il reprend son épouse Agnès et en juillet 1186 leur naît une fille, Ermesinde. Cette naissance remet en cause le plan de succession d'Henri l'Aveugle, qui se considère comme délié de sa promesse envers Baudouin. Henri, âgé de 76 ans, cherche un protecteur pour sa fille et la fiance à Henri, comte de Champagne (1166 † 1197).
Évidemment, Baudouin V ne l'entend pas de cette oreille et en appelle à l'empereur Frédéric Ier Barberousse. Finalement, il est décidé qu'à la mort d'Henri l'Aveugle :
- Baudouin V de Hainaut hérite du comté de Namur ;
- Ermesinde hérite des comtés de Durbuy et de La Roche ;
- le comté de Luxembourg, « fief masculin » (revenant à l'Empire en l'absence de fils), est confié à Othon de Bourgogne.

Henri de Champagne renonce à ses fiançailles et Ermesinde est fiancée, puis mariée (après la mort de Henri l'Aveugle) à Thiébaut Ier, comte de Bar.
Henri l'Aveugle est à nouveau en guerre contre Henri III de Limbourg afin reconquérir le Namurois ; il est battu le 1er août 1194 à la bataille de Noville-sur-Mehaigne.

## Culture populaire
Henri l'Aveugle est le héros du roman historique de Marc Ronvaux "D'Or et de Sable" (2007, Jourdan Editeur).

## Sources
- Notices d'autorité :   - VIAF
  - GND
- Alfred Lefort, La Maison souveraine de Luxembourg, Reims, Imprimerie Lucien Monge, 1902, 262 p. [détail de l’édition].
- Félix Rousseau, Henri l'Aveugle : comte de Namur et de Luxembourg, 1136-1196, Bibliothèque de la Faculté de philosophie et lettres de l'Université de Liège, 1921.